# San Mateo (Soacha)
San Mateo es un barrio ubicado en el municipio de Soacha (Colombia), perteneciente a la comuna cinco homónima.

## Geografía
Situado a orillas del Canal Tibaníca, en un terreno plano, Limitado al este con el barrio Quintanares y sur por Ciudadela Mariscal Sucre (Carrera 20 este), al oeste con Ricaurte y Porvenir (calle 26.ª, diagonal 25 y carrera 6 este) y al norte con Rincón de Santa Fe, La Amistad y El Nogal (Autopista NQS, carrera 4). Además posee una amplia zona de bosque y una montaña, que fortalece el ecosistema del sector.

## Actividades socioeconómicas
Caracterizado por ser uno de los hogares de la clase media de Soacha debido a su infraestructura general, constituida por urbanizaciones residenciales y los centros comerciales Unisur,   Mercurio, Gran Plaza Soacha y Ventura Terreros que son los más grandes del sur del Área metropolitana de Bogotá.
La vida nocturna en San Mateo es bastante vanguardista ya que cuenta con variedad de lugares de entretenimiento de este tipo (cinemas, bares y restaurantes) que hacen de este lugar un gran atractivo para los habitantes del sector.
Además de esto en el sector se encuentran ubicados el Hospital Cardiovascular del Niño de Cundinamarca, el Hospital Departamental Luis Carlos Galan Sarmiento, la moderna estación de Policía, y La casa de la Justicia.

## Educación y cultura
El barrio San Mateo alberga un gran número de Instituciones Educativa, que proporcionan a su población acceso a educación de calidad y a un crecimiento sociocultural fortalecido, estas instituciones son:
- I.E. PÚBLICAS: I.E. El Bosque, I.E. San Mateo (Sede Principal y Sede Mariscal Sucre)

- I.E. PRIVADAS: Taller Psicopedagógico del Sur, Colegio Militar Almirante Padilla, Colegio Liceo Los Ángeles, Colegio El Castillo de San Mateo, Colegio Federico Froebel, Colegio María Magdalena, Gimnasio Educativo Integral, Gimnasio Moderno Nueva Colombia, I.E. María Reina, Instituto Cultural San Mateo, Instituto Pedagógico Alfred Binet, Instituto Técnico San Mateo, Liceo Bilingüe Manitas Traviesas, Liceo Dirigentes del Futuro, Liceo Mayor de Soacha, Liceo Moderno American School , Liceo Infantil Leonardo Da Vinci, Liceo Infantil Luis Carlos Galán, Liceo Infantil Pedrito, Liceo Madre Teresa de Calcuta, Liceo María Inmaculada, Liceo Nuestra Señora Milagrosa, Liceo Psicopedagógico El Refugio, Liceo San Mateo y el Colegio “SUE”.

## Acceso y transporte
San Mateo posee rutas que van dirigidas a los otros barrios de Soacha y algunos lugares importantes de Bogotá mediante las rutas del Corredor de esta ciudad con el municipio. Además de 2 estaciones del sistema TransMilenio, una intermedia y una normal dentro de la Autopista Sur (Terreros y San Mateo - Centro Comercial Unisur) y también cuenta con la conexión de la Calle 32 mediante un puente vehicular. que enlaza con el barrio Ciudad Verde al norte.
El sector cuenta con vías internas sobresalientes, por su importancia las cuales son:
- La Avenida San Mateo / Calle 30, que atraviesa el sector sur a norte conectando con la Autopista NQS.
- Calle 32 (Puente Vehicular San Mateo) que conecta de sur a norte con el barrio Hogar del Sol, Centro Comercial Mercurio y Ciudad Verde.
- La Carrera 4 Este, que atraviesa el oriente a occidente el sector y conectándolo con el Hospital Cardio Vascular.
- La Avenida Eugenio Díaz Castro Carrera 9 este, que atraviesa el sector de oriente a occidente, dando acceso a los barrios Ricaurte y Quintanares.
- La calle 33, que une el barrio Tibanica con la Autopista Sur en sentido Sur - Norte .
- La Avenida Terreros, gran vía que conecta a San Mateo con los barrios León XIII, Rincón de Santafé, Ciudad Verde y el Trébol.

## Sitios de interés
- Centro Comercial Unisur (compartido con la comuna vecina de San Humberto)
- Centro Comercial Ventura Terreros
- Edificio Nuevo del Distrito Especial de Policía de Soacha[2]
- Hospital Cardiovascular del Niño de Cundinamarca
- Parque San Mateo Tibanica
- Palacio de Justicia de Soacha
- Tecnoparque SENA Sede Cazucá